# Hadigny-les-Verrières
Hadigny-les-Verrières é uma comuna francesa na região administrativa do Grande Leste, no departamento de Vosges. Estende-se por uma área de 13.74 km². Em 2010 a comuna tinha 409 habitantes (densidade: 29,8 hab./km²).